# Verongiida
Verongiida (лат.) — отряд губок из класса обыкновенных губок (Demospongiae).

## Описание
Отряд включает губок, у которых волокнистый скелет, если он присутствует, имеет либо анастомозирующее, либо дендритное строение. Последнее состояние всегда связано с уменьшением количества волокон по отношению к объему мягких тканей. Дендритный скелет имеет общий расходящийся план, как следует из термина, но часто наблюдается фасцикуляция отдельных ветвей, обусловленная расхождением и сближением сложных, нерегулярных элементов волокон. Таким образом, термин «дендритный» применительно к скелетам веронгиид означает общую дивергентную схему, но не жестко реализованную, как у дендроцератид семейства Darwinellidae.

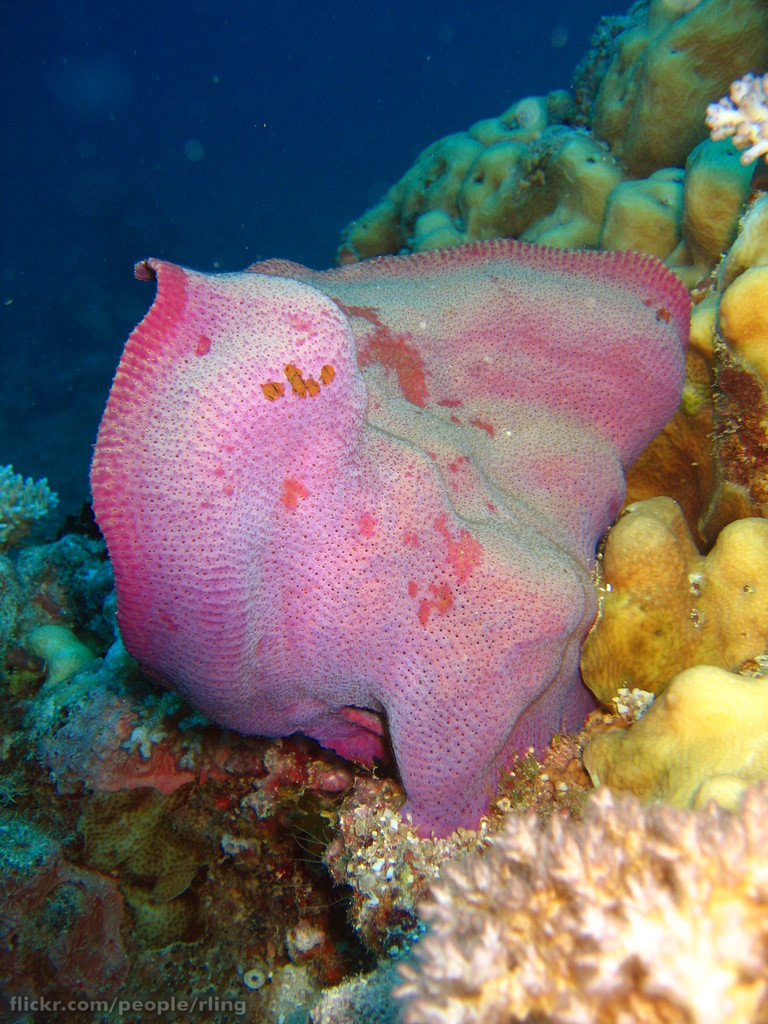
Ianthella basta
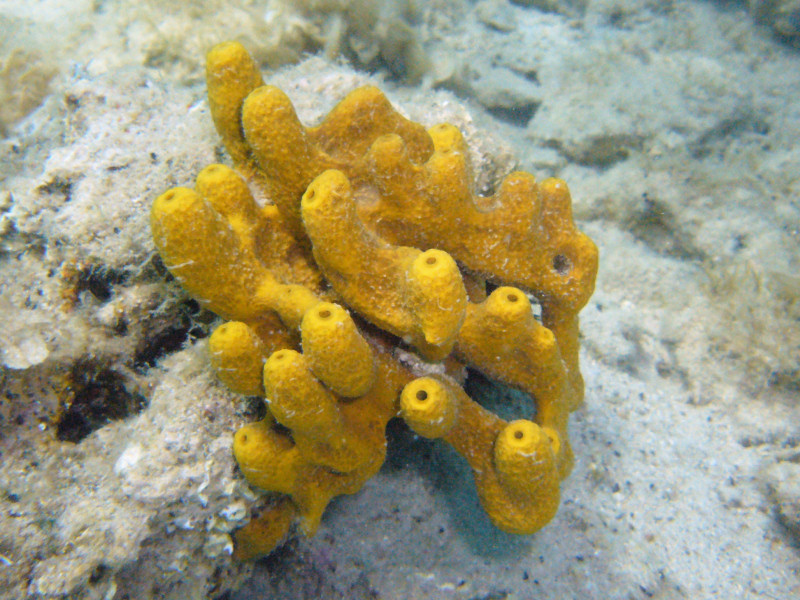
Aplysina aerophoba

## Классификация
Включает более 86 видов. По состоянию на август 2023 года признаны 5 семейств.
- Aplysinellidae Bergquist, 1980
  - =Verongiidae de Laubenfels, 1932
- Aplysinidae Carter, 1875
- Ernstillidae Vacelet, Erpenbeck, Díaz, Ehrlich & Fromont, 2019
- Ianthellidae Hyatt, 1875
- Pseudoceratinidae Carter, 1885